# Pelican Island (ö i Australien, Western Australia, lat -14,77, long 128,78)
Pelican Island är en ö i Australien. Den ligger i delstaten Western Australia, omkring 2 300 kilometer nordost om delstatshuvudstaden Perth.
Trakten runt Pelican Island är nära nog obefolkad, med mindre än två invånare per kvadratkilometer. Savannklimat råder i trakten. Genomsnittlig årsnederbörd är 1 271 millimeter. Den regnigaste månaden är februari, med i genomsnitt 326 mm nederbörd, och den torraste är augusti, med 1 mm nederbörd.